# Saison 2018-2019 du Borussia Dortmund
Maillots
Chronologie
Saison précédente Saison suivante
La saison 2018-2019 est la 110e saison du Borussia Dortmund depuis sa fondation en 1909 et la 43e saison du club en Bundesliga, la meilleure ligue allemande de football. Le Borussia Dortmund est impliqué dans 3 compétitions : la Bundesliga, la DFB Pokal et la Ligue des champions.
C'est la première fois depuis la saison 2001-2002 que le club joue sans Roman Weidenfeller qui prend sa retraite.

## Transferts
| Nom                          | Nationalité | Poste          | Transfert                          | Période         | Provenance/Destination | Division             |
| ---------------------------- | ----------- | -------------- | ---------------------------------- | --------------- | ---------------------- | -------------------- |
| Arrivées                     |             |                |                                    |                 |                        |                      |
| Jacob Bruun Larsen           | Danemark    | Attaquant      | Retour de prêt                     | Mercato d'été   | VfB Stuttgart          | Bundesliga           |
| Dzenis Burnic                | Allemagne   | Milieu         | Retour de prêt                     | Mercato d'été   | VfB Stuttgart          | Bundesliga           |
| Mikel Merino                 | Espagne     | Milieu         | Retour de prêt                     | Mercato d'été   | Newcastle United       | Premier League       |
| Felix Passlack               | Allemagne   | Défenseur      | Retour de prêt                     | Mercato d'été   | TSG Hoffenheim         | Bundesliga           |
| Marwin Hitz                  | Suisse      | Gardien de but | Transfert (Libre)                  | Mercato d'été   | FC Augsbourg           | Bundesliga           |
| Marius Wolf                  | Allemagne   | Attaquant      | Transfert (5 M€)                   | Mercato d'été   | Eintracht Francfort    | Bundesliga           |
| Thomas Delaney               | Danemark    | Milieu         | Transfert (20 M€)                  | Mercato d'été   | Werder Brême           | Bundesliga           |
| Eric Oelschlägel             | Allemagne   | Gardien de but | Transfert (250 000 M€)             | Mercato d'été   | Werder Brême           | Bundesliga           |
| Abdou Diallo                 | France      | Défenseur      | Transfert (28 M€)                  | Mercato d'été   | FSV Mayence            | Bundesliga           |
| Axel Witsel                  | Belgique    | Milieu         | Transfert (20 M€)                  | Mercato d'été   | Tianjin Quanjian       | Chinese Super League |
| Achraf Hakimi                | Maroc       | Défenseur      | Prêt                               | Mercato d'été   | Real Madrid            | LaLiga               |
| Paco Alcácer                 | Espagne     | Attaquant      | Prêt (option d'achat levée à 21M€) | Mercato d'été   | FC Barcelone           | LaLiga               |
| Leonardo Balerdi             | Argentine   | Défenseur      | Transfert (15,5 M€)                | Mercato d'hiver | Boca Juniors           | Primera División     |
| Christian Pulisic            | États-Unis  | Attaquant      | Prêt                               | Mercato d'hiver | Chelsea FC             | Premier League       |
| Dépenses totales : 98,5 M€   |             |                |                                    |                 |                        |                      |
| Départs                      |             |                |                                    |                 |                        |                      |
| Michy Batshuayi              | Belgique    | Attaquant      | Fin de prêt                        | Mercato d'été   | Chelsea FC             | Premier League       |
| Roman Weidenfeller           | Allemagne   | Gardien de but | Fin de contrat                     | Mercato d'été   | Retraite               | Retraite             |
| Dominik Reimann              | Allemagne   | Gardien de but | Transfert (Libre)                  | Mercato d'été   | Holstein Kiel          | 2.Bundesliga         |
| Gonzalo Castro               | Allemagne   | Milieu         | Transfert (5 M€)                   | Mercato d'été   | VfB Stuttgart          | Bundesliga           |
| Sokrátis Papastathópoulos    | Grèce       | Défenseur      | Transfert (16 M€)                  | Mercato d'été   | Arsenal FC             | Premier League       |
| Jan-Niklas Beste             | Allemagne   | Défenseur      | Transfert (250 000 M€)             | Mercato d'été   | Werder Breme           | Bundesliga           |
| Andriy Yarmolenko            | Ukraine     | Défenseur      | Transfert (20 M€)                  | Mercato d'été   | West Ham United        | Premier League       |
| Erik Durm                    | Allemagne   | Défenseur      | Transfert (Libre)                  | Mercato d'été   | Huddersfield Town      | Premier League       |
| Nuri Şahin                   | Turquie     | Milieu         | Transfert (1 M€)                   | Mercato d'été   | Werder Brême           | Bundesliga           |
| Felix Passlack               | Allemagne   | Défenseur      | Prêt                               | Mercato d'été   | Norwich City           | Championship         |
| André Schürrle               | Allemagne   | Attaquant      | Prêt                               | Mercato d'été   | Fulham FC              | Premier League       |
| Christian Pulisic            | États-Unis  | Attaquant      | Transfert (64 M€)                  | Mercato d'hiver | Chelsea FC             | Premier League       |
| Sebastian Rode               | Allemagne   | Milieu         | Prêt                               | Mercato d'hiver | Eintracht Francfort    | Bundesliga           |
| Alexander Isak               | Suède       | Attaquant      | Prêt                               | Mercato d'hiver | Willem II Tilburg      | Eredivisie           |
| Dženis Burnić                | Allemagne   | Milieu         | Prêt                               | Mercato d'hiver | Dynamo Dresde          | 2.Bundesliga         |
| Shinji Kagawa                | Japon       | Milieu         | Prêt                               | Mercato d'hiver | Beşiktaş JK            | Süper Lig            |
| Jeremy Toljan                | Allemagne   | Défenseur      | Prêt                               | Mercato d'hiver | Celtic FC              | Scottish Premiership |
| Recettes totales : 106,25 M€ |             |                |                                    |                 |                        |                      |

## Maillots
Équipementier: Puma / Sponsor: Evonik Industries
| Domicile | Domicile (alt. 1) | Extérieur | Troisième | Domicile (Coupe+Europe) | Domicile (alt. 1) (Coupe+Europe) |

| Domicile | Domicile (alt. 1) | Extérieur | Troisième | Domicile (Coupe+Europe) | Domicile (alt. 1) (Coupe+Europe) |

## Équipe

### Effectif professionnel
Le tableau suivant liste l'effectif professionnel du Borussia Dortmund pour la saison 2018-2019.

### Joueurs prêtés pour la saison 2018-2019
Le tableau suivant liste les joueurs en prêts pour la saison 2018-2019.
| Joueurs prêtés |    |                        |                |                     |                   |                     |  |
| \| N° \| P. \| Nat. \| Nom \| Date de naissance \| Sélection \| Club en prêt \| \| \| 999 \| D \| \| Felix Passlack \| 29/05/1998 (26 ans) \| Allemagne espoirs \| Norwich City \| \| \| 999 \| D \| \| Jeremy Toljan \| 08/08/1994 (30 ans) \| – \| Celtic FC \| \| \| 999 \| M \| \| Dženis Burnić \| 22/05/1998 (26 ans) \| Allemagne -20 ans \| Dynamo Dresde \| \| \| 999 \| M \| \| Shinji Kagawa \| 17/03/1989 (35 ans) \| Japon \| Beşiktaş JK \| \| \| 999 \| M \| \| Sebastian Rode \| 11/10/1990 (34 ans) \| – \| Eintracht Francfort \| \| \| 999 \| M \| \| André Schürrle \| 06/11/1990 (34 ans) \| Allemagne \| Fulham FC \| \| \| 999 \| A \| \| Alexander Isak \| 21/09/1999 (25 ans) \| Suède \| Willem II Tilburg \| \| |    |                        |                |                     |                   |                     |  |
| N° | P. | Nat.                   | Nom            | Date de naissance   | Sélection         | Club en prêt        |  |
| 999 | D  | Drapeau de l'Allemagne | Felix Passlack | 29/05/1998 (26 ans) | Allemagne espoirs | Norwich City        |  |
| 999 | D  | Drapeau de l'Allemagne | Jeremy Toljan  | 08/08/1994 (30 ans) | –                 | Celtic FC           |  |
| 999 | M  | Drapeau de l'Allemagne | Dženis Burnić  | 22/05/1998 (26 ans) | Allemagne -20 ans | Dynamo Dresde       |  |
| 999 | M  | Drapeau du Japon       | Shinji Kagawa  | 17/03/1989 (35 ans) | Japon             | Beşiktaş JK         |  |
| 999 | M  | Drapeau de l'Allemagne | Sebastian Rode | 11/10/1990 (34 ans) | –                 | Eintracht Francfort |  |
| 999 | M  | Drapeau de l'Allemagne | André Schürrle | 06/11/1990 (34 ans) | Allemagne         | Fulham FC           |  |
| 999 | A  | Drapeau de la Suède    | Alexander Isak | 21/09/1999 (25 ans) | Suède             | Willem II Tilburg   |  |

| N°  | P. | Nat.                   | Nom            | Date de naissance   | Sélection         | Club en prêt        |  |
| 999 | D  | Drapeau de l'Allemagne | Felix Passlack | 29/05/1998 (26 ans) | Allemagne espoirs | Norwich City        |  |
| 999 | D  | Drapeau de l'Allemagne | Jeremy Toljan  | 08/08/1994 (30 ans) | –                 | Celtic FC           |  |
| 999 | M  | Drapeau de l'Allemagne | Dženis Burnić  | 22/05/1998 (26 ans) | Allemagne -20 ans | Dynamo Dresde       |  |
| 999 | M  | Drapeau du Japon       | Shinji Kagawa  | 17/03/1989 (35 ans) | Japon             | Beşiktaş JK         |  |
| 999 | M  | Drapeau de l'Allemagne | Sebastian Rode | 11/10/1990 (34 ans) | –                 | Eintracht Francfort |  |
| 999 | M  | Drapeau de l'Allemagne | André Schürrle | 06/11/1990 (34 ans) | Allemagne         | Fulham FC           |  |
| 999 | A  | Drapeau de la Suède    | Alexander Isak | 21/09/1999 (25 ans) | Suède             | Willem II Tilburg   |  |

## Préparation d'avant-saison

### Matchs Amicaux (2018)
Le 13 juillet 2018, le Borussia Dortmund commence les matchs amicaux pour sa tournée estivale contre Austria Vienne en Autriche. Ensuite, il participe à l'International Champions Cup pour affronter Manchester City, Liverpool FC et Benfica Lisbonne en États-Unis. Après cette tournée americaine, le club retourne en Autriche pour affronter le Stade Rennais. Pour finir, le club va en direction Suisse pour affronter SSC Napoli et en direction Autriche pour affronter Lazio Rome.
En cours de saison, le Borussia Dortmund a affronté le VfL Osnabrück et Alemannia Aachen en Allemagne durant le mois de septembre.

### Matchs Amicaux (2019)
Durant la pause du championnat après la première partie de saison, le Borussia Dortmund affronte le Fortuna Düsseldorf,  Willem II Tilburg et Feyenoord Rotterdam à Marbella Football Center en Espagne.

## Compétitions
| Bundesliga         | DFB Pokal                                                    | Ligue des Champions                                           |
| ------------------ | ------------------------------------------------------------ | ------------------------------------------------------------- |
| 2e place 76 points | Huitième de finale contre Werder Brême (3 - 3) - (2 - 4) (p) | Huitième de finale contre Tottenham Hotspur (3 - 0) - (0 - 1) |
| 23V 7N 4D          | 4V 1N 3D                                                     | 2V 1N 0D                                                      |
| TOTAL: 29V 9N 7D   |                                                              |                                                               |

### Bundesliga

#### Classement
| Rang | Équipe                   | Pts | J  | G  | N | P  | Bp | Bc | Diff | Qualification ou relégation                                      |
| ---- | ------------------------ | --- | -- | -- | - | -- | -- | -- | ---- | ---------------------------------------------------------------- |
| 1    | Bayern Munich T          | 78  | 34 | 24 | 6 | 4  | 88 | 32 | +56  | Qualification pour la phase de groupes de la Ligue des champions |
| 2    | Borussia Dortmund        | 76  | 34 | 23 | 7 | 4  | 81 | 44 | +37  | Qualification pour la phase de groupes de la Ligue des champions |
| 3    | RB Leipzig               | 66  | 34 | 19 | 9 | 6  | 63 | 29 | +34  | Qualification pour la phase de groupes de la Ligue des champions |
| 4    | Bayer Leverkusen         | 58  | 34 | 18 | 4 | 12 | 69 | 52 | +17  | Qualification pour la phase de groupes de la Ligue des champions |
| 5    | Borussia Mönchengladbach | 55  | 34 | 16 | 7 | 11 | 55 | 42 | +13  | Qualification pour la phase de groupes de la Ligue Europa        |

#### Championnat

##### Journées 1 à 5
Dortmund lance parfaitement sa saison avec une grosse performance offensive face à Leipzig qui a mené pendant 20 minutes et offert une belle opposition pendant les 70 autres. Reus en a profité pour inscrire son centième but en Bundesliga. Une semaine après son festival contre le RB Leipzig, le Borussia Dortmund a été beaucoup moins en réussite contre Hanovre. La nouvelle équipe de Lucien Favre a été neutralisée (0-0) en ouverture de la deuxième journée de Bundesliga. Lors de la troisième journée, les joueurs de Dortmund battent l'Eintracht Francfort 3-1 et se hissent au sommet du classement. À l'occasion de la 4e journée, Hoffenheim et le Borussia Dortmund avaient rendez-vous à la Rhein-Neckar-Arena. Les deux équipes se quittent sur un match nul. Le match suivant se solde par une large victoire des Borussen face à Nuremberg qui se hissent à la seconde place du championnat.

##### Journées 6 à 10
Après un match renversant face au Bayer Leverkusen où l'équipe est menée 2 à 0, le BVB réussi à reprendre la place du leader avec un score de 2 buts à 4. Il est suivi de deux succès, face à Augsbourg dans les derniers instants 4 buts à 3, grâce à Paco Alcácer, après avoir également été mené deux fois au score et large victoire à Stuttgart 0-4 au cours de laquelle Jadon Sancho a foudroyé d'entrée les espoirs du nouvel entraîneur de Stuttgart, avant que Marco Reus et Paco Alcácer n'aggravent le score. Peu inquiété, le BVB a géré la seconde période et reste leader, avant un match nul à domicile dans les derniers instants du match (2-2) face à l'un des clubs en forme du début de saison, le Hertha Berlin, ce qui a pour effet de rendre furieux Lucien Favre alors que son équipe a eu plusieurs occasions de tuer le match. Enfin la 10e journée se solde de nouveau par une victoire sur la pelouse du VfL Wolfsbourg 0 à 1 permettant de conserver la première place du classement.

##### Journées 11 à 15
Après le succès face à Wolfsbourg, il s'ensuit un match époustouflant face au favori de la compétition, le Bayern Munich, qui malgré son avance au score par deux fois doit également s'incliner face au Borussia sur le score de 3 buts à 2 au Signal Iduna Park grâce à des réalisations de Marco Reus par deux fois (dont 1 sur pénalty) et Paco Alcacer. Par la suite, les Borussen remportent leurs matchs 1-2 à Mayence par des buts d'Alcacer et Piszczek et 2-0 contre Fribourg avec les inévitables Reus (sur pénalty) et Alcacer confortant leur place de leader avec désormais 7 points d'avance sur le dauphin, l'autre Borussia et 9 sur le tenant du titre bavarois, (4e). La journée suivante a lieu le fameux derby de la Ruhr que le Borussia parvient à remporter 2 à 1 à Gelsenkirchen grâce aux réalisations de Thomas Delaney et de Jadon Sancho. L'invincibilité continue avec une nouvelle victoire à domicile 2 à 1 face au Werder par des réalisations de Reus et Alcacer et le Borussia est sacré champion d'automne.   

##### Journées 16 et 17
Le 18 décembre, lors de la seizième journée de Bundesliga, Dortmund subit sa première défaite de la saison face au promu Fortuna Düsseldorf. Les deux buts de Düsseldorf permettent à l'équipe d'inscrire sa première victoire en 21 ans face à Dortmund, et ce malgré un but dans les dix dernières minutes pour les jaunes et noirs. Le 21 décembre, pour le derby des Borussia, Dortmund renoue avec la victoire en s'imposant face à Mönchengladbach à domicile. Mario Götze délivre deux passes décisives, une première pour lui depuis 2015. Les Borussens peuvent donc partir en vacances avec une avance confortable et un bilan presque parfait.

##### Journées 18 à 22
La seconde partie du championnat démarre bien, avec un Borussia qui devient la première équipe à s'imposer dans l'antre du RB Leipzig sur un unique but du belge Axel Witsel. La première sortie à domicile de la phase retour se clôt par une score fleuve de 5 buts à 1 en faveur du BVB, avec des réalisations de Hakimi, Reus, Götze, Guerrero et Witsel. Le deuxième déplacement de la phase retour se conclut par un match nul face à Francfort sur le score de 1 but partout par les intermédiaires de Marco Reus et Luka Jovic mais permettant néanmoins de gagner un point d'avance supplémentaire sur le Bayern Munich qui perd sur la pelouse du Bayer Leverkusen. Le Borussia Dortmund a concédé le nul à domicile face à Hoffenheim après avoir mené de trois buts d'écart. Le club de la Ruhr manque ainsi l'occasion de reléguer provisoirement le Bayern Munich à dix points. Le FC Nuremberg parvient à arracher le nul 0-0 face au Borussia, c'est le cinquième match consécutif sans victoire pour les hommes de Lucien Favre, le troisième en Bundesliga. Sans Marco Reus, toujours blessé, Dortmund a livré une prestation indigente.

##### Journées 23 à 27
Le BvB renoue avec le succès sur sa pelouse avec une victoire poussive, mais précieuse, face au Bayer Leverkusen sur le score de 3 buts à 2 grâce à Zagadou, Sancho et Mario Götze. Face à Augsbourg, le Borussia concède une défaite, mais sans trop d'influence puisque la première place est conservée par les hommes de Lucien Favre. Face à Stuttgart, le Borussia retrouve le chemin de la victoire et de peu puisque la victoire c'est joué dans les dix dernières minutes, malheureusement la victoire ne permet cependant pas de gardé la tête du championnat. Le Borussia Dortmund revient de loin dans la course au titre en s'imposant sur le fil face à un solide Hertha Berlin. Grâce à un but précieux de son capitaine Marco Reus, la formation de Favre reprend provisoirement la tête du Championnat et met la pression sur le Bayern qui joue dimanche à Mayence.Longtemps muselé par une solide équipe de Wolfsbourg, le Borussia Dortmund, privé de Reus, l'emporte grâce à un doublé de Paco Alcacer en toute fin de match. Grâce à ce 19e succès de la saison en Bundesliga, le BVB reprend la première place au Bayern, qu'il affrontera lors de la journée suivante. 

##### Journées 28 à 32
Intouchable, le Bayern domine son rival et prend seul la tête de la Bundesliga. Inspiré et efficace en première période, Munich a pris le large avant de gérer tranquillement son avance par la suite. Fébrile souvent, apathique par moments, le Borussia n'a jamais su réagir et a cédé sans se défendre. Le Borussia Dortmund s'est fait très peur mais a repris provisoirement la tête de la Bundesliga en battant Mayence 2-1 lors de la trentième journée, grâce à un doublé de Jadon Sancho. Le BVB revient à un point du Bayern Munich après sa victoire toute en contrôle face à Fribourg. Sancho a ouvert le score puis les Borussen ont accéléré le rythme en seconde période pour prendre le large. Reus est impliqué dans trois des quatre buts de son équipe cet après-midi. Le Borussia Dortmund a sans doute perdu plus qu'un match, plus qu'un derby, face à Schalke 04 à domicile. Dans la course au titre rythmée avec le Bayern Munich, l'équipe dirigée par Lucien Favre a vu ses nerfs lâcher de façon très visible avec deux expulsions, terminant la rencontre à 9 joueurs. Le Borussia Dortmund a gâché ses chances de rattraper le Bayern Munich en haut de tableau, dominé en fin de match en prenant deux buts face au  Werder Brême, et obligé de quitter le WeserStadion avec un seul point
.

##### Journées 33 et 34
Malgré une partition irrégulière et une victoire acquise sur le fil face au Fortuna Düsseldorf, le Borussia Dortmund peut encore rêver d'un titre de champion, puisque le Bayern n'a pas pu obtenir mieux que le point du match nul à Leipzig. Mais que ce fut dur pour les Borussen! Malgré sa victoire 2-0, le Borussia Dortmund ne sera pas champion. Le BVB termine dauphin du Bayern Munich pour 2 points. 

#### Évolution du classement et des résultats
| Rang     | 1er | 4e | 2e | 3e | 2e | 1er | 1er | 1er | 1er | 1er | 1er | 1er | 1er | 1er | 1er | 1er | 1er | 1er | 1er | 1er | 1er | 1er | 1er | 1er | 2e | 2e | 1er | 2e | 2e | 2e | 2e | 2e | 2e | 2e | 21 |   |   |
| Résultat | V   | N  | V  | N  | V  | V   | V   | V   | N   | V   | V   | V   | V   | V   | V   | D   | V   | V   | V   | N   | N   | N   | V   | D   | V  | V  | V   | D  | V  | V  | D  | N  | V  | V  | —  | — | — |

### DFB Pokal
Au première Tour, le Borussia s'impose difficilement en prolongation 2 à 1 à la suite de buts de Witsel et Marco Reus. Le deuxième est de même nature avec une victoire à l’arraché 3 buts à 2 sur des réalisations de Pulisic, Philipp et Marco Reus. L'équipe se fera éliminer en huitièmes face au Werder Brême aux tirs au but (4-2) après un match intense se concluant sur un score de 3 buts partout, avec des réalisations de Reus, Pulisic et Hakimi du côté du Borussia.

### Ligue des champions
La Ligue des champions 2018-2019 est la 64e édition de la Ligue des champions, la plus prestigieuse des compétitions européennes inter-clubs. Elle est divisée en deux phases, une phase de groupes, qui consiste en huit mini-championnats de quatre équipes par groupe, les deux premiers poursuivant la compétition et le troisième étant repêché en seizièmes de finale de la Ligue Europa.

#### Parcours en Ligue des champions
Le club parvient à remporter sur un coup de chance la première journée à Bruges par un but de Pulisic. La seconde journée est marquée par un retentissant 3 à 0 face à Monaco grâce à des réalisations de Bruun Larsen, Paco Alcacer et Marco Reus. La dernière journée "aller" se solde par une victoire sur un score fleuve de 4 à 0 sur les madrilènes de L'Atlético. La 4e journée voit la première défaite toutes compétitions confondues 2-0 face à ces mêmes madrilènes à l'extérieur. Ils valident leur qualification la 5e journée après un triste 0-0 à domicile face au Club de Bruges. La dernière journée de phase de groupe, les Borussen renouent avec le succès en s'imposant 2-0 à Monaco et en se plaçant même à la première place du groupe comme en 2013, 2014, 2015 et 2017.
Le 17 décembre 2018, Tottenham Hotspur Football Club est désigné comme adversaire en huitième de finale.

##### Phase de Groupes
| Rang | Équipe             | Pts | J | G | N | P | Bp | Bc | Diff |  | Résultats (▼ dom., ► ext.) |     |     |     |     |
| ---- | ------------------ | --- | - | - | - | - | -- | -- | ---- |  | -------------------------- | --- | --- | --- | --- |
| 1    | Borussia Dortmund  | 13  | 6 | 4 | 1 | 1 | 10 | 2  | +8   |  | Borussia Dortmund          |     | 4-0 | 0-0 | 3-0 |
| 2    | Atlético de Madrid | 13  | 6 | 4 | 1 | 1 | 9  | 6  | +3   |  | Atlético de Madrid         | 2-0 |     | 3-1 | 2-0 |
| 3    | Club Bruges        | 6   | 6 | 1 | 3 | 2 | 6  | 5  | +1   |  | Club Bruges                | 0-1 | 0-0 |     | 1-1 |
| 4    | AS Monaco          | 1   | 6 | 0 | 1 | 5 | 2  | 14 | -12  |  | AS Monaco                  | 0-2 | 1-2 | 0-4 |     |

#### Coefficient UEFA
| Club              | Rang 2019 | Rang 2018 | Évolution | 2013-2014 | 2014-2015 | 2015-2016 | 2016-2017 | 2017-2018 | 2018-2019 | Coefficient |
| ----------------- | --------- | --------- | --------- | --------- | --------- | --------- | --------- | --------- | --------- | ----------- |
| Arsenal FC        | -         | 9         | -         | 18.000    | 20.000    | 15.000    | 19.000    | 21.000    | -         | 93.000      |
| Borussia Dortmund | -         | 10        | -         | 22.000    | 18.000    | 17.000    | 22.000    | 10.000    | -         | 89.000      |
| FC Porto          | -         | 11        | -         | 16.000    | 25.000    | 11.000    | 17.000    | 17.000    | -         | 86.000      |

## Statistiques

### Statistiques collectives
| Compétition         | Débute au tour   | Termine             | Matches joués | Gagnés | Nuls | Perdus | Buts pour | Buts contre | Différence |
| ------------------- | ---------------- | ------------------- | ------------- | ------ | ---- | ------ | --------- | ----------- | ---------- |
| Bundesliga          | -                | Deuxième            | 34            | 23     | 7    | 4      | 81        | 44          | +37        |
| Ligue des champions | Phase de groupes | Huitième de finales | 8             | 4      | 1    | 3      | 10        | 6           | +4         |
| Coupe d'Allemagne   | Premier tour     | Huitième de finales | 3             | 2      | 1    | 0      | 8         | 6           | +2         |
| Total               | -                | -                   | 45            | 29     | 9    | 7      | 99        | 56          | +43        |

### Statistiques individuelles
(Mis à jour le 18 avril 2019)
| Numéro | Nat. | Nom          | Championnat | Championnat | Championnat    | Championnat | Championnat  | Ligue des champions | Ligue des champions | Ligue des champions | Ligue des champions | Ligue des champions | Coupe d'Allemagne | Coupe d'Allemagne | Coupe d'Allemagne | Coupe d'Allemagne | Coupe d'Allemagne | Total | Total       | Total          | Total  | Total        |
| Numéro | Nat. | Nom          | M.j.        | But inscrit | Passe décisive | Averti      | Carton rouge | M.j.                | But inscrit         | Passe décisive      | Averti              | Carton rouge        | M.j.              | But inscrit       | Passe décisive    | Averti            | Carton rouge      | M.j.  | But inscrit | Passe décisive | Averti | Carton rouge |
| ------ | ---- | ------------ | ----------- | ----------- | -------------- | ----------- | ------------ | ------------------- | ------------------- | ------------------- | ------------------- | ------------------- | ----------------- | ----------------- | ----------------- | ----------------- | ----------------- | ----- | ----------- | -------------- | ------ | ------------ |
| 1      |      | Bürki        | 32          | 0           | 0              | 1           | 0            | 7                   | 0                   | 0                   | 0                   | 0                   | 1                 | 0                 | 0                 | 0                 | 0                 | 40    | 0           | 0              | 1      | 0            |
| 2      |      | Zagadou      | 17          | 2           | 0              | 3           | 0            | 4                   | 0                   | 0                   | 1                   | 0                   | 1                 | 0                 | 0                 | 0                 | 0                 | 22    | 2           | 0              | 4      | 0            |
| 4      |      | Diallo       | 28          | 1           | 1              | 1           | 1            | 7                   | 0                   | 0                   | 1                   | 0                   | 3                 | 0                 | 0                 | 0                 | 0                 | 38    | 1           | 1              | 2      | 1            |
| 5      |      | Hakimi       | 21          | 2           | 4              | 4           | 0            | 5                   | 0                   | 3                   | 0                   | 0                   | 2                 | 1                 | 0                 | 1                 | 0                 | 28    | 3           | 7              | 5      | 0            |
| 6      |      | Delaney      | 30          | 3           | 6              | 7           | 0            | 6                   | 0                   | 0                   | 1                   | 0                   | 2                 | 0                 | 0                 | 0                 | 0                 | 38    | 3           | 6              | 8      | 0            |
| 7      |      | Sancho       | 34          | 12          | 17             | 2           | 0            | 7                   | 1                   | 1                   | 1                   | 0                   | 2                 | 0                 | 1                 | 0                 | 0                 | 43    | 13          | 19             | 3      | 0            |
| 9      |      | Alcácer      | 26          | 18          | 0              | 0           | 0            | 5                   | 1                   | 1                   | 1                   | 0                   | 1                 | 0                 | 1                 | 0                 | 0                 | 32    | 19          | 2              | 1      | 0            |
| 10     |      | Götze        | 26          | 7           | 7              | 0           | 0            | 6                   | 0                   | 0                   | 0                   | 0                   | 2                 | 0                 | 0                 | 0                 | 0                 | 34    | 7           | 7              | 0      | 0            |
| 11     |      | Reus         | 27          | 17          | 11             | 3           | 1            | 6                   | 1                   | 1                   | 1                   | 0                   | 3                 | 3                 | 1                 | 0                 | 0                 | 36    | 21          | 13             | 4      | 1            |
| 13     |      | Guerreiro    | 23          | 2           | 6              | 2           | 0            | 6                   | 4                   | 0                   | 0                   | 0                   | 3                 | 0                 | 0                 | 0                 | 0                 | 32    | 6           | 6              | 2      | 0            |
| 16     |      | Akanji       | 25          | 1           | 0              | 1           | 0            | 5                   | 0                   | 0                   | 1                   | 0                   | 1                 | 0                 | 0                 | 1                 | 0                 | 31    | 1           | 0              | 3      | 0            |
| 17     |      | Gómez        | 0           | 0           | 0              | 0           | 0            | 1                   | 0                   | 0                   | 0                   | 0                   | 0                 | 0                 | 0                 | 0                 | 0                 | 1     | 0           | 0              | 0      | 0            |
| 19     |      | Dahoud       | 14          | 1           | 0              | 2           | 0            | 5                   | 0                   | 0                   | 1                   | 0                   | 3                 | 0                 | 0                 | 0                 | 0                 | 22    | 1           | 0              | 3      | 0            |
| 20     |      | Philipp      | 18          | 1           | 1              | 0           | 0            | 2                   | 0                   | 1                   | 0                   | 0                   | 3                 | 1                 | 1                 | 0                 | 0                 | 23    | 2           | 3              | 0      | 0            |
| 22     |      | Pulisic      | 20          | 4           | 4              | 2           | 0            | 7                   | 1                   | 0                   | 0                   | 0                   | 3                 | 2                 | 2                 | 0                 | 0                 | 30    | 7           | 6              | 2      | 0            |
| 23     |      | Kagawa       | 2           | 0           | 0              | 0           | 0            | 1                   | 0                   | 0                   | 1                   | 0                   | 1                 | 0                 | 1                 | 0                 | 0                 | 4     | 0           | 1              | 1      | 0            |
| 26     |      | Piszczek     | 20          | 1           | 6              | 3           | 0            | 5                   | 0                   | 0                   | 0                   | 0                   | 1                 | 0                 | 0                 | 0                 | 0                 | 26    | 1           | 6              | 3      | 0            |
| 27     |      | Wolf         | 16          | 1           | 0              | 0           | 1            | 4                   | 0                   | 0                   | 0                   | 0                   | 2                 | 0                 | 0                 | 0                 | 0                 | 22    | 1           | 0              | 1      | 1            |
| 28     |      | Witsel       | 33          | 4           | 1              | 2           | 0            | 7                   | 1                   | 0                   | 0                   | 0                   | 3                 | 1                 | 1                 | 1                 | 0                 | 43    | 6           | 2              | 3      | 0            |
| 29     |      | Schmelzer    | 9           | 0           | 1              | 1           | 0            | 3                   | 0                   | 0                   | 0                   | 0                   | 1                 | 0                 | 0                 | 0                 | 0                 | 13    | 0           | 1              | 1      | 0            |
| 33     |      | Weigl        | 18          | 1           | 0              | 3           | 0            | 4                   | 0                   | 0                   | 2                   | 0                   | 2                 | 0                 | 0                 | 1                 | 0                 | 24    | 1           | 0              | 6      | 0            |
| 34     |      | Bruun Larsen | 24          | 2           | 2              | 0           | 0            | 5                   | 1                   | 1                   | 0                   | 0                   | 1                 | 0                 | 0                 | 1                 | 0                 | 30    | 3           | 3              | 1      | 0            |
| 35     |      | Hitz         | 2           | 0           | 0              | 1           | 0            | 1                   | 0                   | 0                   | 0                   | 0                   | 1                 | 0                 | 0                 | 0                 | 0                 | 4     | 0           | 0              | 1      | 0            |
| 36     |      | Toprak       | 9           | 0           | 0              | 0           | 0            | 3                   | 0                   | 0                   | 0                   | 0                   | 2                 | 0                 | 0                 | 0                 | 0                 | 14    | 0           | 0              | 0      | 0            |
| 40     |      | Oelschlägel  | 0           | 0           | 0              | 0           | 0            | 0                   | 0                   | 0                   | 0                   | 0                   | 1                 | 0                 | 0                 | 0                 | 0                 | 1     | 0           | 0              | 0      | 0            |

#### Buteurs
Inclut uniquement les matches officiels. La liste est classée par numéro de maillot lorsque le total de but est égal.
| R.          | Position    | N°          | Nat.        | Joueurs            | Bundesliga | DFB Pokal | Ligue des champions | Total |
| ----------- | ----------- | ----------- | ----------- | ------------------ | ---------- | --------- | ------------------- | ----- |
| 1           | Attaquant   | 11          |             | Marco Reus         | 17         | 3         | 1                   | 21    |
| 2           | Attaquant   | 9           |             | Paco Alcácer       | 18         | 0         | 1                   | 19    |
| 3           | Attaquant   | 7           |             | Jadon Sancho       | 12         | 0         | 1                   | 13    |
| 4           | Attaquant   | 10          |             | Mario Götze        | 7          | 0         | 0                   | 7     |
| 4           | Attaquant   | 22          |             | Christian Pulisic  | 4          | 2         | 1                   | 7     |
| 6           | Milieu      | 28          |             | Axel Witsel        | 4          | 1         | 1                   | 6     |
| 6           | Défenseur   | 13          |             | Raphaël Guerreiro  | 2          | 0         | 4                   | 6     |
| 8           | Défenseur   | 5           |             | Achraf Hakimi      | 2          | 1         | 0                   | 3     |
| 8           | Milieu      | 6           |             | Thomas Delaney     | 3          | 0         | 0                   | 3     |
| 8           | Attaquant   | 34          |             | Jacob Bruun Larsen | 2          | 0         | 1                   | 3     |
| 11          | Défenseur   | 2           |             | Dan-Axel Zagadou   | 2          | 0         | 0                   | 2     |
| 11          | Attaquant   | 20          |             | Maximilian Philipp | 1          | 1         | 0                   | 2     |
| 13          | Défenseur   | 4           |             | Abdou Diallo       | 1          | 0         | 0                   | 1     |
| 13          | Défenseur   | 16          |             | Manuel Akanji      | 1          | 0         | 0                   | 1     |
| 13          | Milieu      | 19          |             | Mahmoud Dahoud     | 1          | 0         | 0                   | 1     |
| 13          | Défenseur   | 26          |             | Łukasz Piszczek    | 1          | 0         | 0                   | 1     |
| 13          | Attaquant   | 27          |             | Marius Wolf        | 1          | 0         | 0                   | 1     |
| 13          | Milieu      | 33          |             | Julian Weigl       | 1          | 0         | 0                   | 1     |
| Autres Buts | Autres Buts | Autres Buts | Autres Buts | Autres Buts        | 1          | 0         | 0                   | 1     |
| Total       | Total       | Total       | Total       | Total              | 81         | 8         | 10                  | 99    |

#### Passeurs
Inclut uniquement les matches officiels. La liste est classée par numéro de maillot lorsque le total de passes est égal.
| R.    | Position  | N°    | Nat.  | Joueurs            | Bundesliga | DFB Pokal | Ligue des champions | Total |
| ----- | --------- | ----- | ----- | ------------------ | ---------- | --------- | ------------------- | ----- |
| 1     | Attaquant | 7     |       | Jadon Sancho       | 15         | 1         | 1                   | 17    |
| 2     | Attaquant | 11    |       | Marco Reus         | 11         | 1         | 1                   | 13    |
| 3     | Défenseur | 5     |       | Achraf Hakimi      | 4          | 0         | 3                   | 7     |
| 3     | Attaquant | 10    |       | Mario Götze        | 7          | 0         | 0                   | 7     |
| 5     | Défenseur | 13    |       | Raphaël Guerreiro  | 6          | 0         | 0                   | 6     |
| 5     | Défenseur | 26    |       | Łukasz Piszczek    | 6          | 0         | 0                   | 6     |
| 7     | Milieu    | 6     |       | Thomas Delaney     | 5          | 0         | 0                   | 5     |
| 7     | Attaquant | 22    |       | Christian Pulisic  | 4          | 1         | 0                   | 5     |
| 9     | Attaquant | 34    |       | Jacob Bruun Larsen | 3          | 0         | 1                   | 4     |
| 10    | Attaquant | 20    |       | Maximilian Philipp | 1          | 1         | 1                   | 3     |
| 11    | Attaquant | 9     |       | Paco Alcácer       | 0          | 1         | 1                   | 2     |
| 12    | Défenseur | 4     |       | Abdou Diallo       | 1          | 0         | 0                   | 1     |
| 12    | Milieu    | 23    |       | Shinji Kagawa      | 0          | 1         | 0                   | 1     |
| 12    | Milieu    | 28    |       | Axel Witsel        | 1          | 0         | 0                   | 1     |
| 12    | Défenseur | 29    |       | Marcel Schmelzer   | 1          | 0         | 0                   | 1     |
| Total | Total     | Total | Total | Total              | 64         | 6         | 8                   | 78    |